# Calytrix brevifolia
Calytrix brevifolia är en myrtenväxtart som först beskrevs av Carl Daniel Friedrich Meisner, och fick sitt nu gällande namn av George Bentham. Calytrix brevifolia ingår i släktet Calytrix och familjen myrtenväxter. Inga underarter finns listade i Catalogue of Life.